# Cistus curvativus
Cistus curvativus är en solvändeväxtart som beskrevs av Jean-Pierre Demoly. Cistus curvativus ingår i släktet Cistus och familjen solvändeväxter. Inga underarter finns listade i Catalogue of Life.